# TSPAN14
TSPAN14 (англ. Tetraspanin 14) – білок, який кодується однойменним геном, розташованим у людей на 10-й хромосомі. Довжина поліпептидного ланцюга білка становить 270 амінокислот, а молекулярна маса — 30 691.
| 10         |  | 20         |  | 30         |  | 40         |  | 50         |
| ---------- |  | ---------- |  | ---------- |  | ---------- |  | ---------- |
| MHYYRYSNAK |  | VSCWYKYLLF |  | SYNIIFWLAG |  | VVFLGVGLWA |  | WSEKGVLSDL |
| TKVTRMHGID |  | PVVLVLMVGV |  | VMFTLGFAGC |  | VGALRENICL |  | LNFFCGTIVL |
| IFFLELAVAV |  | LAFLFQDWVR |  | DRFREFFESN |  | IKSYRDDIDL |  | QNLIDSLQKA |
| NQCCGAYGPE |  | DWDLNVYFNC |  | SGASYSREKC |  | GVPFSCCVPD |  | PAQKVVNTQC |
| GYDVRIQLKS |  | KWDESIFTKG |  | CIQALESWLP |  | RNIYIVAGVF |  | IAISLLQIFG |
| IFLARTLISD |  | IEAVKAGHHF |  |            |  |            |  |            |

A: Аланін

C: Цистеїн

D: Аспарагінова кислота

E: Глутамінова кислота

F: Фенілаланін

G: Гліцин

H: Гістидин

I: Ізолейцин

K: Лізин

L: Лейцин

M: Метіонін

N: Аспарагін

P: Пролін

Q: Глутамін

R: Аргінін

S: Серин

T: Треонін

V: Валін

W: Триптофан

Задіяний у такому біологічному процесі, як альтернативний сплайсинг. 
Локалізований у клітинній мембрані, мембрані.